# Souviens-toi du jour
Souviens-toi du jour è il terzo singolo dell'album Innamoramento, della cantautrice francese Mylène Farmer, pubblicato il 28 settembre 1999.
Viene pubblicato in contemporanea alle prime date del Mylènium Tour e raggiungerà la settimana dopo l'uscita la quarta posizione della classifica dei singoli in Francia. Le vendite si aggirano intorno alle 200.000+ copie, di cui 125.000+ sono certificate disco d'argento.
Il videoclip è affidato a Marcus Nispel. Le immagini mostrano la Farmer (particolarmente sexy) avvinghiarsi in pose spinte mentre la sua casa va in fiamme. Alcuni fan criticheranno questo clip non riuscendo a trovare un nesso tra un testo che parla delle vittime dei campi di concentramento e un video in cui si vede una donna sexy e lasciva.

## Versioni ufficiali
1. Souviens-toi du jour (Album Version) (5:03)
2. Souviens-toi du jour (Radio Edit) (4:20)
3. Souviens-toi du jour (Royal G's Radio Mix) (3:58)
4. Souviens-toi du jour (Royal G's Club Mix) (6:55)
5. Souviens-toi du jour (Sweet Guitar Mix) (4:11)
6. Souviens-toi du jour (Sweet Guitar Mix2) (3:43)
7. Souviens-toi du jour (Remember Mix) (5:18)
8. Souviens-toi du jour (Version Live 00) (5:18)